# Ovis

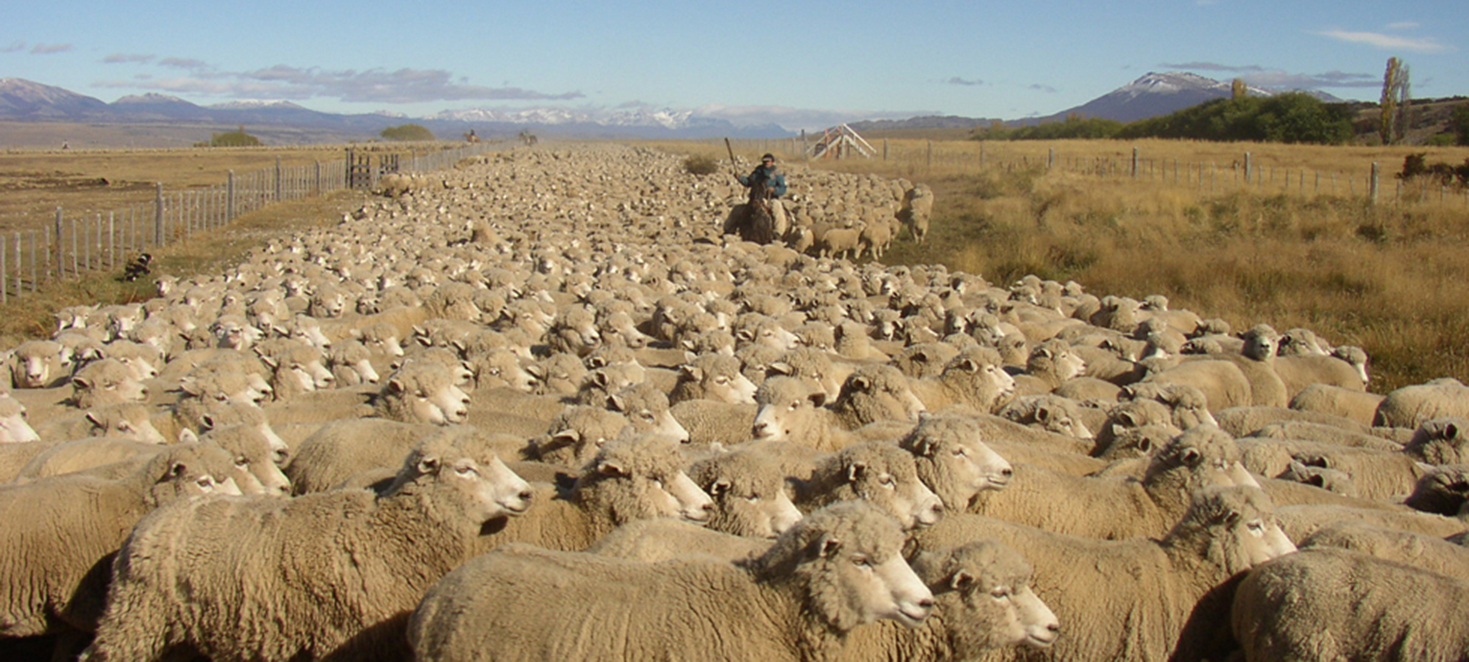
Ovelhas na Patagônia, Argentina

Ovis é um gênero de animais da família Bovidae (os bovídeos), e parte da subfamília Antilopinae, integrante da tribo Caprini (os caprinos). As sete espécies deste gênero são chamadas ovinos, e estas são mamíferos ruminantes.
A ovelha-doméstica é considerada descendente do muflão-asiático selvagem do centro e sudoeste da Ásia. Membros do gênero são extremamente gregários.
O carneiro é um indivíduo macho de uma das oito espécies de mamíferos lanosos que compreendem o genus Ovis. As fêmeas dos carneiros são chamadas de ovelhas, e os filhotes, de cordeiros.
Os carneiros têm as glândulas odoríferas na cara e nas patas traseiras. A comunicação através das glândulas odoríferas não é muito compreendida, mas acredita-se que deve ser importante na área sexual. Os machos podem cheirar as fêmeas que estão férteis e prontas para se acasalar, e marcam seus territórios friccionando a glândula sobre às rochas. Têm um estômago tetra-compartimentado, com um papel vital para a digestão, na regurgitação, e na redigestão alimentar. Os carneiros domésticos são importantes pela sua lã, leite e carne.
A espécie mais populosa é com certeza a ovelha doméstica, as maiores populações são encontradas na China e na Austrália.

## Espécies
O gênero Ovis tem 7 espécies:
- Ovis ammon — Argali
- Ovis aries — Ovelha
- Ovis canadensis — Carneiro-selvagem
- Ovis dalli — Carneiro-de-dall
- Ovis gmelinii — Muflão
- Ovis nivicola — Carneiro-das-neves
- Ovis vignei — Urial

|  | Ovis aries                          | Ovelha doméstica    |
|  | Ovis canadensis                     | Carneiro de Bighorn |
|  | Ovis dalli                          | Carneiro-de-dall    |
|  | Ovis musimon, or Ovis ammon musimon | Muflão              |
|  | Ovis nivicola                       | Ovis nivicola       |
|  | Ovis orientalis                     | Muflão-asiático     |
|  | Ovis vignei                         | Urial               |
|  | Ovis ammon                          | Argali              |

## Carneiros selvagens
Os carneiros selvagens são encontrados geralmente em habitats montanhosos. São razoavelmente pequenos comparados a outros ungulados; na maioria das espécies, os adultos pesam menos de 100 quilogramas (Nowak 1983). Sua dieta consiste principalmente em gramíneas, mas também pode incluir outras plantas e líquens. Como outros bovídeos, seu sistema digestivo permite-os de digerir e viver de plantas de baixa qualidade, ásperas. Os carneiros conservam bem a água e podem viver em ambientes razoavelmente secos. Seus corpos são cobertos por um revestimento de pelos grossos para protegê-los do frio. O revestimento contem pelos longos e duros, e uma lã curta, que cresce no Outono e cai na Primavera (Clutton-Brock 1999).
Os carneiros selvagens são animais sociais e vivem em grupos, chamados rebanhos. Isto ajuda-lhes a evitar predadores e também a permanecer quentes no mau tempo. Os rebanhos de carneiros necessitam deslocar-se para encontrar pastagens novas e um clima mais favorável enquanto as estações mudam. Em cada rebanho há um carneiro, geralmente um macho maduro, que o outros seguem como um líder (Clutton-Brock 1999).

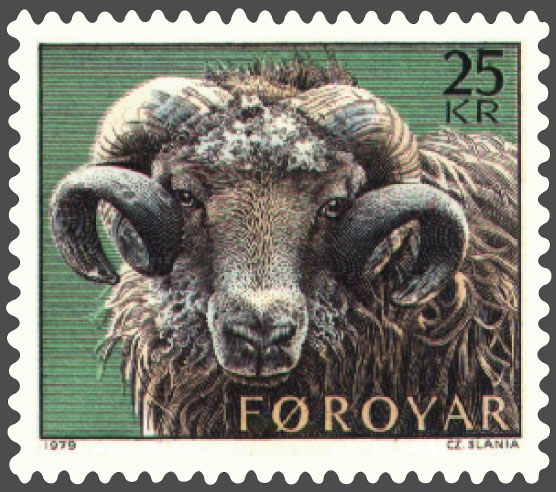
Carneiro em um selo das Ilhas Faroe

Tanto carneiros quanto as ovelhas possuem chifres, mas os carneiros possuem maiores. Os chifres de um bighorn maduro podem pesar 14 kg (30 lb), tanto quanto o resto de seus ossos juntos. Eles usam seus chifres para lutar um com o outro pela dominância e pelo direito de acasalar-se com as fêmeas. Na maioria de casos não se ferem, porque batem-se somente os chifres e não contra o corpo do outro. São também protegidos por uma pele muito grossa e um crânio com camada dupla (Voelker 1986).
Os carneiros selvagens têm os sentidos da visão e da audição muito apurados. Ao detetar predadores, eles frequentemente fogem, geralmente para uma elevação, entretanto podem também lutar contra o predador. Sabe-se que o carneiro-de-dall consegue lançar lobos dos penhascos (Voelker 1986).